# Luigi Ancona
Luigi Ancona (Bitonto, 6 de marzo de 1972) es un expiloto de motociclismo italiano, que compitió en el Campeonato del Mundo de Motociclismo entre 1993 y 1996.

## Resultados en el Campeonato del Mundo
Sistema de puntuación de 1993 hasta 2022:
| Posición | 1.º | 2.º | 3.º | 4.º | 5.º | 6.º | 7.º | 8.º | 9.º | 10.º | 11.º | 12.º | 13.º | 14.º | 15.º |
| Puntos   | 25  | 20  | 16  | 13  | 11  | 10  | 9   | 8   | 7   | 6    | 5    | 4    | 3    | 2    | 1    |

### Carreras por año
(Carreras en negrita indica pole position; carreras en cursiva indica vuelta rápida)
| Año  | Clase | Moto    | 1      | 2      | 3      | 4     | 5      | 6      | 7       | 8      | 9      | 10      | 11      | 12      | 13      | 14     | 15     | Pts. | Pos. |
| ---- | ----- | ------- | ------ | ------ | ------ | ----- | ------ | ------ | ------- | ------ | ------ | ------- | ------- | ------- | ------- | ------ | ------ | ---- | ---- |
| 1993 | 125cc | Honda   | AUS 13 | MAL 14 | JPN 14 | ESP 9 | AUT 19 | GER 12 | NED Ret | EUR 16 | RSM 12 | GBR Ret | CZE Ret | ITA Ret | USA Ret | FIM 17 |        | 22   | 22.º |
| 1994 | 125cc | Honda   | AUS -  | MAL -  | JPN -  | SPA - | AUT -  | GER -  | NED -   | ITA 21 | FRA 25 | GBR Ret | CZE 18  | USA -   | ARG -   | EUR -  |        | 0    | -    |
| 1995 | 125cc | Honda   | AUS -  | MAL -  | JPN -  | ESP - | GER 12 | ITA -  | NED 14  | FRA 16 | GBR 15 | CZE 17  | BRA Ret | ARG Ret | EUR 13  |        |        | 10   | 25.º |
| 1996 | 125cc | Aprilia | MAL -  | INA -  | JPN -  | ESP - | ITA -  | FRA -  | NED -   | GER -  | GBR -  | AUT -   | CZE -   | IMO 23  | CAT -   | BRA 18 | AUS 13 | 3    | 29.º |